# Moudjahidines palestiniens
 (mai 2024).
Les moudjahidines palestiniens ou plus nommément désignés comme islamistes palestiniens sont des militants palestiniens nationalistes et islamistes sunnites et membres de groupes islamo-conservateurs.

## Histoire
Les islamistes palestiniens modernes apparaissent dans la bande de Gaza alors sous le contrôle de l'Égypte nassériste. Les Frères musulmans égyptien, opposants de Gamal Abdel Nasser, s'implantent sur tout le territoire égyptien, y compris la Bande de Gaza occupée par l'Égypte avant la Guerre des six jours.
Après la guerre des six jours, Gaza passe sous contrôle israélien. Israël étant occupé à répondre aux attaques, néglige ainsi les islamistes gazaouis qui parviennent à propager leurs idées chez les arabes de Gaza. Le phénomène s'accentue dans les années 1970 alors que le panarabisme laïc décline au profit de l'islamisme militant parmi les populations arabes.
Dans les années 1980, les États-Unis, soucieux de battre les soviétiques durant la Guerre d'Afghanistan, nécessitant ainsi un soutien des fondamentalistes musulmans du monde, font secrètement pression sur Israël pour ne pas réprimer les islamistes gazaouis. De l'autre côté, Israël tentait de tirer à profit les divisions entre la gauche et la droite dans la société palestinienne.

## Idéologie
Les moudjahidines palestiniens sont islamo-nationalistes et conçoivent la nation palestinienne comme un état islamique sunnite culturellement arabe. À la base, les moudjahidines s'opposent à l'Organisation de libération de la Palestine de Yasser Arafat, marquée à gauche et laïque.
Les islamistes palestiniens défendent un conservatisme religieux fort et ont une conception islamique très forte de la société palestinienne et de la nation. Ils professent l'anticommunisme et défendent un système économique islamique proche du capitalisme. Contrairement à une partie de la gauche palestinienne, les moudjahidines/islamistes s'opposent catégoriquement à la solution à deux états et défendent une conception stricte de la nation palestinienne : arabe, islamique, «de la rivière à la mer».
La plupart des groupes sont issus des Frères musulmans palestiniens mais dont ils sont séparés dès le départ comme le Jihad islamique palestinien ou le Hamas (séparés des Frères en 2017 sous l'impulsion de Yahya Sinwar).

## Alliés extérieurs
Les moudjahidines palestiniens sont proches des pays musulmans de droite conservateurs (à la différence des Fedayins palestiniens plus proches des nations aux régimes progressistes), notamment l'Iran, le Qatar et la Turquie sous Erdogan, toutefois certaines des factions moudjahidines sont plus proches du régime baasiste laïc de Syrie que de la Turquie.